# Struthanthus
Struthanthus es un género de arbustos  pertenecientes a la familia Loranthaceae. Es originario de América.

## Taxonomía
El género fue descrito por Carl Friedrich Philipp von Martius y publicado en Bulletin de la Société Botanique de France 42: 258, en el año 1895.   La especie tipo es Struthanthus syringifolius (Mart.) Mart.  -  Flora  13: 105. 1830.

## Descripción
Son plantas herbáceas epífitas escandente, foliadas, con los tallos cilíndricos o cuadrangulares, dioicas. Las inflorescencias se producen en forma de espigas o racimos de tríadas apareadas. El fruto es una baya anaranjada, rojiza o azul; las semillas con endosperma copioso y el embrión de color verde brillante.

## Especies
- Struthanthus acostensis
- Struthanthus acuminatus
- Struthanthus alni
- Struthanthus andersonii
- Struthanthus andrastylus
- Struthanthus apiculatus
- Struthanthus armandianus
- Struthanthus attenuatus
- Struthanthus brachybotrys
- Struthanthus burgeri
- Struthanthus calobotrys
- Struthanthus calophyllus
- Struthanthus cansjerifolius
- Struthanthus capitatus
- Struthanthus cassythoides
- Struthanthus citricola
- Struthanthus concinnus
- Struthanthus condensatus
- Struthanthus confertus
- Struthanthus corymbifer
- Struthanthus costaricensis
- Struthanthus crassipes
- Struthanthus cuspidatus
- Struthanthus dentatus
- Struthanthus deppeanus
- Struthanthus dichotrianthus
- Struthanthus divaricatus
- Struthanthus dorothyi
- Struthanthus eichleri
- Struthanthus elegans
- Struthanthus filipes
- Struthanthus flexicaulis
- Struthanthus flexilis
- Struthanthus giovannae
- Struthanthus glomeriflorus
- Struthanthus gracilis
- Struthanthus haenkei
- Struthanthus hamatilis
- Struthanthus harlingianus
- Struthanthus hartwegii
- Struthanthus hoehnei
- Struthanthus hunnewellii
- Struthanthus ibegei
- Struthanthus interruptus
- Struthanthus involucratus
- Struthanthus jatibocensis
- Struthanthus johnstonii
- Struthanthus laurifolius
- Struthanthus lehmannii
- Struthanthus lewisii
- Struthanthus longibracteatus
- Struthanthus longiflorus
- Struthanthus macrostachyus
- Struthanthus marginatus
- Struthanthus maricensis
- Struthanthus martianus
- Struthanthus matudai
- Struthanthus megalopodus
- Struthanthus melanopotamicus
- Struthanthus meridionalis
- Struthanthus mexicanus
- Struthanthus microstylus
- Struthanthus nigrescens
- Struthanthus nigricans
- Struthanthus nudipes
- Struthanthus oerstedii
- Struthanthus orbicularis
- Struthanthus palmeri
- Struthanthus pariensis
- Struthanthus pedunculatus
- Struthanthus pentamerus
- Struthanthus phaneroneurus
- Struthanthus phillyreoides (Kunth) G.Don - guate pajarito[4]
- Struthanthus planaltinae
- Struthanthus polyanthus
- Struthanthus porrectus
- Struthanthus prancei
- Struthanthus pusillifolius
- Struthanthus quandrangularis
- Struthanthus quercicola
- Struthanthus radicans
- Struthanthus reticulatus
- Struthanthus retusus
- Struthanthus rhynchophyllus
- Struthanthus rotundatus
- Struthanthus rubens
- Struthanthus rufo-furfuraceus
- Struthanthus salicifolius
- Struthanthus salzmanni
- Struthanthus sarmentosus
- Struthanthus savannae
- Struthanthus schultesii
- Struthanthus sessiliflorus
- Struthanthus sessilis
- Struthanthus spathulatus
- Struthanthus staphylinus
- Struthanthus subtilis
- Struthanthus syringifolius
- Struthanthus tacanensis
- Struthanthus taubatensis
- Struthanthus tenuifolius
- Struthanthus tenuis
- Struthanthus tetraqueter
- Struthanthus trujilloi
- Struthanthus uraguensis
- Struthanthus volubilis
- Struthanthus woodsonii
- Struthanthus vulgaris